# Vaiano
Vaiano település Olaszországban, Toszkána régióban, Prato megyében. Lakosainak száma 9906 fő (2023. január 1.). Vaiano Barberino di Mugello, Calenzano, Cantagallo, Montemurlo és Prato községekkel határos.

## Népesség
A település lakossága az elmúlt években az alábbi módon változott:
| Lakosok száma | 9838 | 9914 | 10 068 | 9906 |
|               | 2008 | 2017 | 2018   | 2023 |